# Lelex (syn Poseidóna)
Lelex (starořecky Λέλεξ) je v řecké mytologii syn boha moře Poseidóna a egyptské princezny Libye. Byl králem v Megaře.
Lelex byl synem boha Poseidóna a Libye, dcery egyptského krále Epafa. Ze svého rodného Egypta odešel do Megary, kde se stal králem dvanáct generaci po prvním králi Megary Karovi, synovi Forónea. Legenda říká, že již během jeho panování obyvatelům, kterým vládl, dali jméno Lelegové. Po smrti Lelexe převzal po něm v Megaře královské žezlo jeho syn Klésón.
Nedaleko hlavního přístavu starých Megaranů zvaného Nisaia viděl Pausaniás na svých cestách po Řecku ještě ve druhém století hrobku krále Lelexe.